# باد بلود: في منزلك
باد بلود: في منزلك (بالإنجليزية: Badd Blood: In Your House)‏ هو عرض مصارعة محترفة من فئة الدفع مقابل المشاهدة وهو العرض الثامن عشر من سلسلة عروض في منزلك والعرض الأول من عروض باد بلود. تم عرضه في 5 أكتوبر 1997.